# Risø
El Laboratorio Nacional Risø (en danés: Forskningscenter Risø) es una organización de investigación científica en Roskilde, Dinamarca. Es un instituto de investigación sectorial dependiente del Ministerio Danés de Ciencia Tecnología e Innovación.
De acuerdo con su página web:"La misión de Risø es la promoción de desarrollos tecnológicos innovadores y amistosos medioambientalmente dentro de los campos de la energía, tecnología industrial y bioproducción, mediante la investigación, innovación y los servicios de asesoramiento".
Risø se fundó en 1956, pero no fue inaugurado oficialmente hasta 1958. La organización tenía una plantilla de 700 personas en 2004; la superficie que ocupa supera los 2,6 kilómetros cuadrados.
Risø es el emplazamiento de los tres reactores nucleares de investigación: DR-1, DR-2 y DR-3. DR-3 es un reactor nuclear del tipo DIDO. Todos los reactores están apagados y en proceso de desinstalación.
Risø hoy es conocida principalmente por su implicación en la energía eólica y las  células de combustible de óxido sólido.
La superficie también alberga el National Environmental Research Institute (NERI ) (Instituto Nacional de Investigación Medioambiental) del Ministerio de Medio Ambiente. El objeto de NERI es ayudar a cumplir los objetivos del gobierno en política medioambiental en base al conocimiento.